# 阿尔图·迈基阿霍
阿尔图·迈基阿霍（芬蘭語：Arttu Mäkiaho，1997年9月16日—），芬兰北欧两项运动员，并参加国际赛事。
他参加了2018年冬季奥林匹克运动会和2022年冬季奥林匹克运动会。